# Силанг, Габриэла
Мария Йозефа Габриэла Кариньо де Силанг (исп. María Josefa Gabriela Cariño de Silang; 1731 — 20 сентября 1763) — филиппинский инсургент, одна из лидеров филиппинского восстания против испанского владычества, жена предводителя повстанцев — Диего Силанга. Первая филиппинская женщина, возглавившая восстание во время испанской колонизации Филиппин. Национальная героиня Филиппин.

## Биография
Метиска испанско-илоканского происхождения. В молодости попала в семью богатого землевладельца, женившегося на ней, когда Габриеле было 20 лет. Первый муж вскоре умер.
В 1757 году вышла замуж за Диего Силанга, предводителя повстанцев, боровшихся в ходе Англо-испанской войны (1761—1763) за независимость народа илоков, стала его советником и помощником во всех делах.
После убийства мужа, Габриэла бежала в горы провинции Абра. Там она собрала распорошенные силы повстанцев, создала штаб и поклялась мятежникам продолжить борьбу и дело своего мужа. Она реорганизовала отряд, возглавила и повела около 2000 повстанцев в атаку на испанские войска в Уигане. Атака инсургентов была отбита, Габриэла бежала, однако была поймана и повешена вместе с другими повстанцами в Вигане в тот же день.

## Память
- В её честь учрежден филиппинский Орден Габриэлы Силанг .
- Создан и носит её имя мемориальный парк героев на о стровеЛусон.
- Именем Габриэлы Силанг назван госпиталь в Южном Илокосе.
- Установлен монумент в городе Макати.
- В её честь названа левая филиппинская организация GABRIELA[англ.], которая борется за права женщин.